# Самсентаи
Самсентаи (1356—1416/17), известный также под именем Унхуан — король лаосского государства Лансанг, правивший в 1372—1416/17 годах. Сын основателя династии Фа Нгума, пришёл к власти после отречения отца. Правление Самсентаи было главным образом мирным. Король провёл перепись населения и составил списки мужчин, способных носить оружие (в них было 300 тысяч имён), приложил усилия для развития центральной администрации и системы образования. Он сделал своих сыновей наместниками в отдельных частях страны, а с соседними правителями заключил союзы, взяв их дочерей себе в жёны.